# Список новомучеников и исповедников Российских Московской епархии
Список новомучеников и исповедников Российских Московской епархии — список святых, принявших мученическую кончину за Христа и/или подвергшихся гонениям после Октябрьской революции 1917 года на территории Московской епархии Русской православной церкви.

## Список новомучеников и исповедников Российских Московской епархии

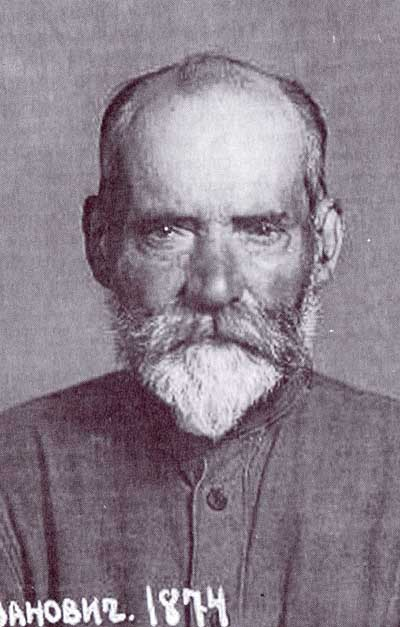
Священноисповедник Димитрий (Крючков)

1. Священномученик Николай (Виноградов) (Виноградов, Николай Константинович), протоиерей †1938, 27.06. (род.1871)[1]
2. Священномученик Александр (Парусников) (Парусников, Александр Сергеевич), протоиерей †1938, 27.06. (род.1879)
3. Священномученик Николай (Запольский) (Запольский, Николай Александрович), диакон †1938, 27.06. (род.1889)
4. Священномученик Сергий (Кротков) (Кротков, Сергий Михайлович), протоиерей †1938, 01.07. (род.1876)[2]
5. Священномученик Василий (Смирнов) (Смирнов, Василий Павлович), протоиерей †1938, 01.07. (род.29 марта 1870 — 01.07.1938)
6. Священномученик Василий (Крылов) (Крылов, Василий Александрович), священник †1938, 01.07. (род.1899 — 01.07.1938)[3]
7. Священномученик Александр (Крутицкий) (Крутицкий, Александр Сергеевич), священник †1938, 01.07.(1898)
8. Преподобноисповедник Георгий (Лавров) (Лавров, Герасим Дмитриевич), архимандрит †1932, 04.07.(28 февраля 1868)[4]
9. Священномученик Павел (Успенский) (Успенский, Павел Дмитриевич), священник †1938, 04.07.(23 мая 1888)
10. Преподобномученик Феодор (Богоявленский) (Богоявленский, Олег Павлович), иеромонах †1943, 19.07.(16 декабря 1905)[5]
11. Священномученик Пётр (Голубев) (Голубев, Пётр Григорьевич), священник †1938, 03.08.(12 января 1880)
12. Преподобномученик Афанасий (Егоров) (Егоров, Алексей Егорович), игумен †1937, 19.08.(7 марта 1884)
13. Священномученик Алексий (Воробьёв) (Воробьёв, Алексий Константинович), протоиерей †1937, 20.08.(6 февраля 1888)
14. Священномученик Дмитрий (Миловидов) (Миловидов, Дмитрий Васильевич), священник †1937, 19.08.(14 октября 1879)
15. Священномученик Елисей (Штольдер) (Штольдер, Елисей Фёдорович), диакон †1937, 20.08.(14 июня 1883)
16. Священномученик Серафим (Звездинский) (Звездинский, Николай Иванович), епископ †1937, 26.08.(7 апреля 1883)
17. Священномученик Иоанн (Восторгов) (Восторгов, Иоанн Иоаннович), протоиерей †1918, 05.09.(30 января 1864)[6]
18. Мученик Николай (Варжанский) (Варжанский, Николай Юрьевич), †1918, 06.07.(25 ноября 1881)
19. Священноисповедник Роман (Медведь) (Медведь, Роман Иванович), священноисповедник †1937, 08.09.(1 октября 1874)[7]
20. Преподобномученик Мефодий (Иванов) (Иванов, Николай Михайлович), игумен †1937, 09.09.(р.1899)
21. Священномученик Иоанн (Смирнов) (Смирнов, Иван Алексеевич), протоиерей †1937, 09.09.(20 марта 1873)
22. Священноисповедник Димитрий (Крючков) (Крючков, Дмитрий Иванович), священник †1952, 09.09.(10 сентября 1874)
23. Преподобномученик Игнатий (Лебедев) (Лебедев, Александр Александрович), схиархимандрит †1938, 11.09.(28 мая 1884)
24. Священномученик Константин (Голубев) (Голубев, Константин Алексеевич), протоиерей †1918

## Частные списки
- Новомученики Бутырские — 136 святых.